# Priser og nomineringer modtaget af Beyoncé Knowles
Dette er en liste over priser og nomineringer, der er modtaget af Beyoncé Knowles. Hun er den tredje mest beærede kvinde i Grammy-historien med et samlet antal vundne priser på 16 stk. og et samlet antal nomineringer på 42 stk, hvilket også gør hende til den anden mest nominerede kvindelige kunstner i Grammy-historien, næstefter Dolly Parton, som har 45 nomineringer.

## Mode

### Cosmetic Norwegian Award
| År   | Nomineret værk | Pris                            | Resultat |
| ---- | -------------- | ------------------------------- | -------- |
| 2011 | Heat           | Best Fragrance In The Lifestyle | Vundet   |

### Dutch Drugstore Award
| År   | Nomineret værk | Pris           | Resultat |
| ---- | -------------- | -------------- | -------- |
| 2011 | Heat           | Best Fragrance | Vundet   |

## Film og fjernsyn

### Black Reel Awards
| År   | Nomineret værk                                    | Pris                          | Resultat  |
| ---- | ------------------------------------------------- | ----------------------------- | --------- |
| 2003 | Austin Powers in Goldmember                       | Best Breakthrough Performance | Nomineret |
| 2003 | "Work It Out" fra: Austin Powers in Goldmember    | Best Original or Adapted Song | Nomineret |
| 2004 | The Fighting Temptations                          | Best Actress                  | Nomineret |
| 2004 | "He Still Loves Me" fra: The Fighting Temptations | Best Original or Adapted Song | Vundet    |
| 2007 | Dreamgirls                                        | Best Actress                  | Nomineret |
| 2007 | "Listen" fra: Dreamgirls                          | Best Original or Adapted Song | Nomineret |
| 2008 | Cadillac Records                                  | Best Ensemble                 | Vundet    |

### Kamuritan Film Critics Awards
| År   | Nomineret værk           | Pris               | Resultat |
| ---- | ------------------------ | ------------------ | -------- |
| 2007 | "Listen" fra: Dreamgirls | Best Original Song | Vundet   |

### Golden Globe Awards
| År   | Nomineret værk                             | Pris                                                                   | Resultat  |
| ---- | ------------------------------------------ | ---------------------------------------------------------------------- | --------- |
| 2007 | Dreamgirls                                 | Best Performance by an Actress in a Motion Picture – Musical or Comedy | Nomineret |
| 2007 | "Listen" fra: Dreamgirls                   | Best Original Song                                                     | Nomineret |
| 2009 | "Once in a Lifetime" fra: Cadillac Records | Best Original Song                                                     | Nomineret |

### MTV Movie Awards
| År   | Nomineret værk              | Pris                              | Resultat  |
| ---- | --------------------------- | --------------------------------- | --------- |
| 2003 | Austin Powers In Goldmember | Breakthrough Performance          | Nomineret |
| 2006 | The Pink Panther            | Sexiest Performance               | Nomineret |
| 2007 | Dreamgirls                  | Best Performance                  | Nomineret |
| 2010 | Obsessed                    | Best Fight (delte med Ali Larter) | Vundet    |

### NAACP Image Awards
| År   | Nomineret værk           | Pris                                               | Resultat  |
| ---- | ------------------------ | -------------------------------------------------- | --------- |
| 2004 | The Fighting Temptations | Outstanding Actress in a Motion Picture            | Nomineret |
| 2007 | Dreamgirls               | Outstanding Actress in a Motion Picture            | Nomineret |
| 2009 | Cadillac Records         | Outstanding Supporting Actress in a Motion Picture | Nomineret |
| 2011 | I Am... World Tour       | Outstanding Variety – Series or Special            | Nomineret |

### NRJ Cine Awards
| År   | Nomineret værk           | Pris                                        | Resultat  |
| ---- | ------------------------ | ------------------------------------------- | --------- |
| 2007 | "Listen" fra: Dreamgirls | Best Song in a Film (Meilleure zic de film) | Nomineret |

### Satellite Awards
| År   | Nomineret værk   | Pris                                                         | Resultat  |
| ---- | ---------------- | ------------------------------------------------------------ | --------- |
| 2006 | Dreamgirls       | Best Actress in a Motion Picture, Comedy or Musical          | Nomineret |
| 2008 | Cadillac Records | Best Performance by a Supporting Actress in a Motion Picture | Nomineret |

### Screen Actors Guild
| År   | Nomineret værk | Pris                                 | Resultat  |
| ---- | -------------- | ------------------------------------ | --------- |
| 2007 | Dreamgirls     | Outstanding Cast in a Motion Picture | Nomineret |

### Golden Raspberry Awards
| År   | Nomineret værk | Pris          | Resultat  |
| ---- | -------------- | ------------- | --------- |
| 2009 | Obsessed       | Worst Actress | Nomineret |

## Musik

### American Music Awards
American Music Awards er en årlig prisuddeling, der blev dannet af Dick Clark i 1973. Knowles har modtaget 2 AMA'ere (American Music Award); deriblandt International Artist Award.
| År   | Nomineret værk       | Pris                                | Resultat  |
| ---- | -------------------- | ----------------------------------- | --------- |
| 2003 | Dangerously in Love  | Favorite Album for Soul/R&B         | Nomineret |
| 2003 | Beyoncé              | Favorite Female Artist for Soul/R&B | Nomineret |
| 2003 | Beyoncé              | Fan's Choice Award                  | Nomineret |
| 2007 | Beyoncé              | International Artist Award          | Vundet    |
| 2007 | Beyoncé              | Favorite Female Artist for Pop/Rock | Nomineret |
| 2007 | Beyoncé              | Favorite Female Artist for Soul/R&B | Nomineret |
| 2007 | B'Day                | Favorite Album for Soul/R&B         | Nomineret |
| 2009 | Beyoncé              | Favorite Female Artist for Pop/Rock | Nomineret |
| 2009 | Beyoncé              | Favorite Female Artist for Soul/R&B | Vundet    |
| 2009 | I Am... Sasha Fierce | Favorite Album for Soul/R&B         | Nomineret |

### ARIA Music Awards
ARIA Music Awards er den årlige australske musikprisuddeling. ved ARIA Music Awards i 2010 modtog Knowles sin første ARIA-nominering i kategorien "Most Popular International Artist".
| År   | Nomineret værk | Pris                              | Resultat  |
| ---- | -------------- | --------------------------------- | --------- |
| 2010 | Beyoncé        | Most Popular International Artist | Nomineret |

### BET Awards, USA
BET Awards blev grundlagt i 2001 af Black Entertainment Television-netværket for at hylde afrikansk-amerikanere og andre minoriteter inden for musik, skuespil, sport og andre underholdsningsområder. Priserne bliver uddelt årligt og blev transmitteret live på BET. Knowles er en af de mest nominerede kunstnere med 22 nomineringer, såvel som den bedstvindende kunstne med i alt 7 priser.
| År                                 | Nomineret værk                  | Pris                    | Resultat  |
| ---------------------------------- | ------------------------------- | ----------------------- | --------- |
| 2004                               | "Crazy in Love" (feat. Jay-Z)   | Viewers Choice Award    | Nomineret |
| 2004                               | "Crazy in Love" (feat. Jay-Z)   | Best Collaboration      | Vundet    |
| 2004                               | Beyoncé                         | Best Female R&B Artist  | Vundet    |
| 2006                               | Beyoncé                         | Best Female R&B Artist  | Nomineret |
| 2006                               | "Check on It" (feat. Slim Thug) | Best Duet/Collaboration | Nomineret |
| 2006                               | "Check on It" (feat. Slim Thug) | Video of the Year       | Nomineret |
| 2007                               | "Beautiful Liar" (& Shakira)    | Video of the Year       | Nomineret |
| 2007                               | "Irreplaceable"                 | Video of the Year       | Vundet    |
| 2007                               | "Irreplaceable"                 | Viewers Choice Award    | Nomineret |
| 2007                               | "Déjà Vu" (feat. Jay-Z)         | Best Collaboration      | Nomineret |
| 2007                               | "Upgrade U" (feat. Jay-Z)       | Best Collaboration      | Nomineret |
| 2007                               | Beyoncé                         | Best Female R&B Artist  | Vundet    |
| 2009                               | Beyoncé                         | Best Female R&B Artist  |           |
| Vundet                             | Beyoncé                         | Best Female R&B Artist  |           |
| Best Female Actress                | Beyoncé                         | Nomineret               |           |
| "Single Ladies (Put a Ring on It)" | Viewers Choice Award            | Nomineret               |           |
| "Single Ladies (Put a Ring on It)" | Video of the Year               | Vundet                  |           |
| "If I Were a Boy"                  | Video of the Year               | Nomineret               |           |
| 2010                               | Video of the Year               |                         |           |
| "Video Phone" (feat. Lady Gaga)    | Video of the Year               | Vundet                  |           |
| "Video Phone" (feat. Lady Gaga)    | Best Collaboration              | Nomineret               |           |
| "Sweet Dreams"                     | Viewers Choice Award            | Nomineret               |           |
| Beyoncé                            | Best Female R&B Artist          | Nomineret               |           |
| Beyoncé                            | Best Female R&B Artist          | 2011                    | Nomineret |

### Billboard Music Magazine, USA
Billboard Music Awards bliver uddelt af Billboard-magasinet og bliver afholdt årligt i decembermåned. Priserne er baseret på salgsdata fra Nielsen SoundScan og radioinformation fra Nielsen Broadcast Data Systems.
| År   | Nomineret værk      | Pris                                                         | Resultat  |
| ---- | ------------------- | ------------------------------------------------------------ | --------- |
| 2003 | Beyoncé             | Billboard Music Awards New Female Artist                     | Vundet    |
| 2003 | Beyoncé             | Billboard Music Awards Hot 100 Female Artist                 | Vundet    |
| 2003 | Beyoncé             | Billboard Music Awards Hot 100 Award for Most Weeks at No.1  | Vundet    |
| 2003 | Beyoncé             | Billboard Music Awards New R&B Artist                        | Vundet    |
| 2003 | Beyoncé             | Billboard Music Awards Female R&B/Hip-Hop Artist of the Year | Nomineret |
| 2003 | Beyoncé             | Billboard Music Awards Female Artist of the Year             | Nomineret |
| 2004 | Beyoncé             | Billboard AURN R&B/Hip-Hop Top R&B/Hip-hop Artist – Female   | Nomineret |
| 2004 | Beyoncé             | Billboard AURN R&B/Hip-Hop Top R&B/Hip-hop Artist – New      | Vundet    |
| 2004 | Dangerously in Love | Billboard AURN R&B/Hip-Hop Top R&B/Hip-hop Albums            | Nomineret |
| 2004 | Beyoncé             | Billboard AURN R&B/Hip-Hop Top R&B/Hip-hop Artist            | Vundet    |
| 2004 | Beyoncé             | Billboard AURN R&B/Hip-Hop Top R&B/Hip-hop Singles Artist    | Nomineret |
| 2005 | "Naughty Girl"      | Billboard AURN R&B/Hip-Hop Top R&B/Hip-hop Singles – Sales   | Nomineret |
| 2006 | Beyoncé             | Billboard Music Awards Female Artist of the Year             | Nomineret |
| 2006 | Beyoncé             | Billboard Music Awards Female R&B/Hip-Hop Artist of the Year | Vundet    |
| 2009 | Beyoncé             | Billboard Women In Music Luncheon "Woman of the Year"        | Vundet    |
| 2009 | Beyoncé             | Billboard Decade End Charts "Female Artist of the Decade"    | Vundet    |
| 2009 | Beyoncé             | Billboard Decade End Charts "Radio Artist of the Decade"     | Vundet    |
| 2011 | Beyoncé             | Billboard Music Awards Millennnium Award                     | Vundet    |

### BRAVO Supershow, Germany
| År   | Nomineret værk | Pris                                   | Resultat |
| ---- | -------------- | -------------------------------------- | -------- |
| 2007 | Beyoncé        | Golden Otto – Media Prize (Ehren-Otto) | Vundet   |

### BRIT Awards, UK
BRIT Awards er British Phonographic Industrys årlige popmusikprisuddeling.
| År   | Nomineret værk      | Pris                                  | Resultat  |
| ---- | ------------------- | ------------------------------------- | --------- |
| 2004 | Dangerously in Love | Best International Album              | Nomineret |
| 2004 | Dangerously in Love | Best International Female Solo Artist | Vundet    |
| 2007 | B'Day               | Best International Female Solo Artist | Nomineret |
| 2009 | I Am… Sasha Fierce  | Best International Female Solo Artist | Nomineret |

### Capital FM Awards, UK
| År   | Nomineret værk | Pris                                        | Resultat |
| ---- | -------------- | ------------------------------------------- | -------- |
| 2004 | Beyoncé        | London's Favorite International Solo Artist | Vundet   |

### Craig Awards
| År   | Nomineret værk              | Pris       | Resultat  |
| ---- | --------------------------- | ---------- | --------- |
| 2010 | I Am...Tour                 | Best Tour  | Nomineret |
| 2010 | "Telephone(with Lady GaGa)" | Best Video | Nomineret |

### Demand International Entertainer of The Year
Knowles er den første person, der har modtaget prisen som "Demand International Entertainer of The Year".
| År   | Nomineret værk | Pris                    | Resultat |
| ---- | -------------- | ----------------------- | -------- |
| 2008 | Beyoncé        | Entertainer of the Year | Vundet   |

### Glamour Magazine Woman of the Year, UK
| År   | Nomineret værk | Pris                                  | Resultat  |
| ---- | -------------- | ------------------------------------- | --------- |
| 2007 | Beyoncé        | International Solo Artist of the Year | Nomineret |
| 2009 | Beyoncé        | International Solo Artist of the Year | Vundet    |

### Grammy Awards, USA
Grammy Award-priserne blev uddelt ved en årlig ceremoni, der bliver afholdt af National Academy of Recording Arts and Sciences. Destiny's Child har vundet tre priser ud af 24 nomineringer, og Beyoncé har som solokunstner vundet 13 priser ud af 19 nomineringer.
Beyoncé var en af de seks kvindelige kunstnere, de andre: Lauryn Hill, Alicia Keys, Norah Jones, Amy Winehouse og Alison Krauss, som havde rekorden for flest vundne Grammy-priser vundet af en kvindelige kunstner på én aften; rekorden var på 5 priser, som hun gjorde i 2004. I 2010 satte Beyoncé dog en ny rekord, da hun vandt 6 priser ud af 10 nomineringer på én aften. Da de Grammy-nominerede til uddelingen i 2011 blev offentliggjort, blev hun den mest nominerede kvindelige kunstner gennem tiden og den fjerde mest nominerede kunstner gennem tiden.
| År   | Nomineret værk                                  | Pris                                                                                     | Resultat  |
| ---- | ----------------------------------------------- | ---------------------------------------------------------------------------------------- | --------- |
| 2000 | "Bills, Bills, Bills"                           | Best R&B Performance by a Duo or Group with Vocals                                       | Nomineret |
| 2000 | "Bills, Bills, Bills"                           | Best R&B Song                                                                            | Nomineret |
| 2001 | "Independent Women"                             | Best Song Written for a Motion Picture, Television or Other Visual Media                 | Nomineret |
| 2001 | "Say My Name"                                   | Record of the Year                                                                       | Nomineret |
| 2001 | "Say My Name"                                   | Song of the Year                                                                         | Nomineret |
| 2001 | "Say My Name"                                   | Best R&B Song                                                                            | Vundet    |
| 2001 | "Say My Name"                                   | Best R&B Performance by a Duo or Group with Vocals                                       | Vundet    |
| 2002 | "Survivor"                                      | Best R&B Performance by a Duo or Group with Vocals                                       | Vundet    |
| 2002 | Survivor                                        | Best R&B Album                                                                           | Nomineret |
| 2004 | "Crazy in Love" (feat. Jay-Z)                   | Record of the Year                                                                       | Nomineret |
| 2004 | "Crazy in Love" (feat. Jay-Z)                   | Best R&B Song                                                                            | Vundet    |
| 2004 | "Crazy in Love" (feat. Jay-Z)                   | Best Rap/Sung Collaboration                                                              | Vundet    |
| 2004 | "Dangerously in Love 2"                         | Best Female R&B Vocal Performance                                                        | Vundet    |
| 2004 | Dangerously in Love                             | Best Contemporary R&B Album                                                              | Vundet    |
| 2004 | "The Closer I Get to You" (med Luther Vandross) | Best R&B Performance by a Duo or Group with Vocals                                       | Vundet    |
| 2005 | "Lose My Breath"                                | Best R&B Performance by a Duo or Group with Vocals                                       | Nomineret |
| 2006 | "Cater 2 U"                                     | Best R&B Performance by a Duo or Group with Vocals                                       | Nomineret |
| 2006 | "Cater 2 U"                                     | Best R&B Song                                                                            | Nomineret |
| 2006 | "So Amazing" (med Stevie Wonder)                | Best R&B Performance by a Duo or Group with Vocals                                       | Vundet    |
| 2006 | "Soldier" (feat. T.I. og Lil Wayne)             | Best Rap/Sung Collaboration                                                              | Nomineret |
| 2006 | "Wishing on a Star"                             | Best Female R&B Vocal Performance                                                        | Nomineret |
| 2006 | Destiny Fulfilled                               | Best Contemporary R&B Album                                                              | Nomineret |
| 2007 | B'Day                                           | Best Contemporary R&B Album                                                              | Vundet    |
| 2007 | "Déjà Vu" (feat. Jay-Z)                         | Best R&B Song                                                                            | Nomineret |
| 2007 | "Déjà Vu" (feat. Jay-Z)                         | Best Rap/Sung Collaboration                                                              | Nomineret |
| 2007 | "Ring the Alarm"                                | Best Female R&B Vocal Performance                                                        | Nomineret |
| 2008 | "Beautiful Liar" (& Shakira)                    | Best Pop Collaboration with Vocals                                                       | Nomineret |
| 2008 | Dreamgirls: Music from the Motion Picture       | Best Compilation Soundtrack Album for a Motion Picture, Television or Other Visual Media | Nomineret |
| 2008 | "Irreplaceable"                                 | Record of the Year                                                                       | Nomineret |
| 2009 | "Me, Myself and I" (Live)                       | Best Female R&B Vocal Performance                                                        | Nomineret |
| 2010 | "Single Ladies (Put a Ring on It)"              | Best Female R&B Vocal Performance                                                        | Vundet    |
| 2010 | "Single Ladies (Put a Ring on It)"              | Song of the Year                                                                         | Vundet    |
| 2010 | "Single Ladies (Put a Ring on It)"              | Best R&B Song                                                                            | Vundet    |
| 2010 | "Halo"                                          | Best Female Pop Vocal Performance                                                        | Vundet    |
| 2010 | "Halo"                                          | Record of the Year                                                                       | Nomineret |
| 2010 | "At Last"                                       | Best Traditional R&B Vocal Performance                                                   | Vundet    |
| 2010 | "Ego" (feat. Kanye West)                        | Best Rap/Sung Collaboration                                                              | Nomineret |
| 2010 | I Am... Sasha Fierce                            | Album of the Year                                                                        | Nomineret |
| 2010 | I Am... Sasha Fierce                            | Best Contemporary R&B Album                                                              | Vundet    |
| 2010 | "Once in a Lifetime"                            | Best Song Written for a Motion Picture, Television or Other Visual Media                 | Nomineret |
| 2011 | "Halo" (Live)                                   | Best Female Pop Vocal Performance                                                        | Nomineret |
| 2011 | "Telephone" (med Lady Gaga)                     | Best Pop Collaboration with Vocals                                                       | Nomineret |

### International Dance Music Awards, verdenen
| År   | Nomineret værk                     | Pris                       | Resultat  |
| ---- | ---------------------------------- | -------------------------- | --------- |
| 2003 | "Crazy in Love" (feat. Jay-Z)      | Best R&B/Urban             | Vundet    |
| 2007 | "Déjà Vu" (feat. Jay-Z)            | Best R&B/Urban             | Nomineret |
| 2007 | "Déjà Vu" (feat. Jay-Z)            | Best Rap/Hip Hop Dance     | Nomineret |
| 2007 | "Check on It" (feat. Slim Thug)    | Best Pop Dance             | Nomineret |
| 2009 | "Single Ladies (Put a Ring on It)" | Best R&B/Urban Dance Track | Nomineret |
| 2010 | "Sweet Dreams"                     | Best R&B/Urban Dance Track | Nomineret |
| 2010 | Beyoncé                            | Best Artist (Solo)         | Nomineret |

### Ivor Novello Awards
| År   | Nomineret værk               | Pris                        | Resultat |
| ---- | ---------------------------- | --------------------------- | -------- |
| 2008 | "Beautiful Liar" (& Shakira) | Best-Selling British Single | Vundet   |

### Latin Grammy Awards
| År   | Nomineret værk                                   | Pris               | Resultat  |
| ---- | ------------------------------------------------ | ------------------ | --------- |
| 2007 | "Bello Embustero" ("Beautiful Liar") (& Shakira) | Record of the Year | Nomineret |

### Meteor Music Awards, Ireland
| År   | Nomineret værk | Pris                                         | Resultat  |
| ---- | -------------- | -------------------------------------------- | --------- |
| 2004 | Beyoncé        | Best Female Singer/Best International Female | Nomineret |
| 2007 | Beyoncé        | Best International Female                    | Nomineret |
| 2009 | Beyoncé        | Best International Female                    | Nomineret |

### Music of Black Origin Awards, UK (MOBO)
MOBO Awards (en sammentrækning for Music of Black Origin) blev grundlagt i 1996 af Kanya King. Prisuddelingen bliver afholdt årligt i Storbritannien for at hylde kunstnere af enhver race eller personligheder, der nedstammer fra sorte/mørke, der optræder med musik.
| År   | Nomineret værk                     | Pris                             | Resultat  |
| ---- | ---------------------------------- | -------------------------------- | --------- |
| 2006 | "Déjà Vu" (feat. Jay-Z)            | Best Song                        | Vundet    |
| 2006 | "Déjà Vu" (feat. Jay-Z)            | Best Video                       | Vundet    |
| 2006 | Beyoncé                            | Best R&B Act                     | Vundet    |
| 2006 | Beyoncé                            | Best International Female Artist | Nomineret |
| 2009 | "Single Ladies (Put a Ring on It)" | Best Video                       | Vundet    |
| 2009 | I Am... Sasha Fierce               | Best Album                       | Nomineret |
| 2009 | Beyoncé                            | Best International Act           | Vundet    |
| 2010 | Beyoncé                            | Best International Act           | Nomineret |

### MTV Video Music Awards
MTV Video Music Awards blev grundlagt i 1984 af netværket MTV for at fejre de ypperligste musikvideoer i året. Ud af 35 nomineringer, har Beyoncé vundet 9 MTV Video Music Awards som solokunstner. Sammen med Destiny's Child har hun vundet 11 og med andet samarbejde 12 priser.
| År   | Nomineret værk                     | Pris                               | Resultat  |
| ---- | ---------------------------------- | ---------------------------------- | --------- |
| 2003 | "Crazy in Love" (feat. Jay-Z)      | Best Female Video                  | Vundet    |
| 2003 | "Crazy in Love" (feat. Jay-Z)      | Best R&B Video                     | Vundet    |
| 2003 | "Crazy in Love" (feat. Jay-Z)      | Viewer's Choice                    | Nomineret |
| 2003 | "Crazy in Love" (feat. Jay-Z)      | Best Choreography                  | Vundet    |
| 2004 | "Naughty Girl"                     | Best Choreography                  | Nomineret |
| 2004 | "Naughty Girl"                     | Best Female Video                  | Vundet    |
| 2004 | "Naughty Girl"                     | Best Dance Video                   | Nomineret |
| 2004 | "Naughty Girl"                     | Best Cinematography                | Nomineret |
| 2004 | "Me, Myself and I"                 | Best R&B Video                     | Nomineret |
| 2006 | "[Check on It" (feat. Slim Thug)   | Best R&B Video                     | Vundet    |
| 2007 | Beyoncé                            | Quadruple Threat of the Year       | Nomineret |
| 2007 | Beyoncé                            | Female Artist of the Year          | Nomineret |
| 2007 | "Beautiful Liar" (& Shakira)       | Most Earthshattering Collaboration | Vundet    |
| 2007 | "Beautiful Liar" (& Shakira)       | Best Direction                     | Nomineret |
| 2007 | "Beautiful Liar" (& Shakira)       | Best Editing                       | Nomineret |
| 2007 | "Beautiful Liar" (& Shakira)       | Best Choreography                  | Nomineret |
| 2007 | "Irreplaceable"                    | Video of the Year                  | Nomineret |
| 2009 | "Single Ladies (Put a Ring on It)" | Video of the Year                  | Vundet    |
| 2009 | "Single Ladies (Put a Ring on It)" | Best Female Video                  | Nomineret |
| 2009 | "Single Ladies (Put a Ring on It)" | Best Pop Video                     | Nomineret |
| 2009 | "Single Ladies (Put a Ring on It)" | Best Direction                     | Nomineret |
| 2009 | "Single Ladies (Put a Ring on It)" | Best Special Effects               | Nomineret |
| 2009 | "Single Ladies (Put a Ring on It)" | Best Art Direction                 | Nomineret |
| 2009 | "Single Ladies (Put a Ring on It)" | Best Editing                       | Vundet    |
| 2009 | "Single Ladies (Put a Ring on It)" | Best Cinematography                | Nomineret |
| 2009 | "Single Ladies (Put a Ring on It)" | Best Choreography                  | Vundet    |
| 2010 | "Telephone" (med Lady Gaga)        | Best Choreography                  | Nomineret |
| 2010 | "Telephone" (med Lady Gaga)        | Video of the Year                  | Nomineret |
| 2010 | "Telephone" (med Lady Gaga)        | Best Collaboration                 | Vundet    |
| 2010 | "Video Phone" (feat. Lady Gaga)    | Best Collaboration                 | Nomineret |
| 2010 | "Video Phone" (feat. Lady Gaga)    | Best Female Video                  | Nomineret |
| 2010 | "Video Phone" (feat. Lady Gaga)    | Best Pop Video                     | Nomineret |
| 2010 | "Video Phone" (feat. Lady Gaga)    | Best Art Direction                 | Nomineret |
| 2010 | "Video Phone" (feat. Lady Gaga)    | Best Choreography                  | Nomineret |
| 2011 | "Run the World (Girls)"            | Best Female Video                  | Afventer  |
| 2011 | "Run the World (Girls)"            | Best Choreography                  | Afventer  |
| 2011 | "Run the World (Girls)"            | Best Cinematography                | Afventer  |

### MTV Europe Music Awards
MTV Europe Music Awards blev grundlagt i 1994 af MTV Europe for at fejre de mest popoulære musikvideoer i Europa. Knowles har modtaget 16 nomineringer, og vundet i 5 af dem.
| År   | Nomineret værk                     | Pris                  | Resultat  |
| ---- | ---------------------------------- | --------------------- | --------- |
| 2003 | "Crazy in Love" (feat. Jay-Z)      | Best Song             | Vundet    |
| 2003 | Beyoncé                            | Best R&B              | Nomineret |
| 2003 | Beyoncé                            | Best Female           | Nomineret |
| 2004 | Beyoncé                            | Best Female           | Nomineret |
| 2004 | Beyoncé                            | Best R&B              | Nomineret |
| 2004 | Dangerously in Love                | Best Album            | Nomineret |
| 2006 | Beyoncé                            | Best R&B              | Nomineret |
| 2006 | Beyoncé                            | Best Female           | Nomineret |
| 2007 | Beyoncé                            | Ultimate Urban        | Nomineret |
| 2007 | Beyoncé                            | Headliner of the Year | Nomineret |
| 2007 | "Beautiful Liar" (& Shakira)       | Most Addictive Track  | Nomineret |
| 2008 | Beyoncé                            | Ultimate Urban        | Nomineret |
| 2009 | Beyoncé                            | Best Live Act         | Nomineret |
| 2009 | Beyoncé                            | Best Female           | Vundet    |
| 2009 | "Single Ladies (Put a Ring on It)" | Best Video            | Vundet    |
| 2009 | "Halo"                             | Best Song             | Vundet    |

### MTV Africa Music Awards
MTV Africa Music Awards, grundlagt i 2008, er en årlig prisuddeling, der fejrer det mest populære musik i Afrika.
| År   | Nomineret værk | Pris     | Resultat |
| ---- | -------------- | -------- | -------- |
| 2008 | Beyoncé        | Best R&B | Vundet   |

### MTV Video Music Awards Japan
| År   | Nomineret værk                                  | Pris                   | Resultat  |
| ---- | ----------------------------------------------- | ---------------------- | --------- |
| 2003 | "Work It Out" from: Austin Powers in Goldmember | Best Video from a Film | Nomineret |
| 2004 | "Crazy in Love" (feat. Jay-Z)                   | Best Female Video      | Nomineret |
| 2004 | "Crazy in Love" (feat. Jay-Z)                   | Best Collaboration     | Vundet    |
| 2006 | Beyoncé (med Destiny's Child)                   | Inspiration Award      | Vundet    |
| 2007 | "Listen" fra: Dreamgirls                        | Best Video from a Film | Nomineret |
| 2008 | "Beautiful Liar" (& Shakira)                    | Best Collaboration     | Nomineret |
| 2009 | "If I Were a Boy"                               | Best Female Video      | Nomineret |
| 2010 | "Video Phone" (feat. Lady Gaga)                 | Best Collaboration     | Nomineret |

### Music Choice Video Awards
The MuchMusic Video Awards is an annual awards ceremony presented by the Canadian music video channel MuchMusic.
| År   | Nomineret værk                     | Pris                            | Resultat  |
| ---- | ---------------------------------- | ------------------------------- | --------- |
| 2004 | "Crazy in Love" (feat. Jay-Z)      | Best International Video        | Vundet    |
| 2009 | "Single Ladies (Put a Ring on It)" | International Video of the Year | Nomineret |

### NAACP Image Awards
NAACP Image Awards er en pris, der uddeles årligt af det amerikanske National Association for the Advancement of Colored People for at hylde enestående præstationer af farvede personer inden for film, fjernsyn, musik og litteratur.
| År   | Nomineret værk                     | Pris                      | Resultat  |
| ---- | ---------------------------------- | ------------------------- | --------- |
| 2004 | "Crazy in Love" (feat. Jay-Z)      | Outstanding Song          | Nomineret |
| 2004 | "Crazy in Love" (feat. Jay-Z)      | Outstanding Music Video   | Nomineret |
| 2004 | Beyoncé                            | Entertainer of the Year   | Vundet    |
| 2004 | Beyoncé                            | Outstanding New Artist    | Nomineret |
| 2004 | Beyoncé                            | Outstanding Female Artist | Nomineret |
| 2007 | Beyoncé                            | Outstanding Female Artist | Nomineret |
| 2007 | B'Day                              | Outstanding Album         | Nomineret |
| 2007 | "Irreplaceable"                    | Outstanding Song          | Nomineret |
| 2007 | "Irreplaceable"                    | Outstanding Music Video   | Nomineret |
| 2008 | "Beautiful Liar" (& Shakira)       | Outstanding Music Video   | Nomineret |
| 2008 | Beyoncé                            | Outstanding Female Artist | Nomineret |
| 2009 | Beyoncé                            | Outstanding Female Artist | Vundet    |
| 2009 | I Am… Sasha Fierce                 | Outstanding Album         | Nomineret |
| 2009 | "Single Ladies (Put a Ring on It)" | Outstanding Song          | Nomineret |
| 2009 | "Single Ladies (Put a Ring on It)" | Outstanding Music Video   | Nomineret |
| 2009 | "If I Were a Boy"                  | Outstanding Music Video   | Nomineret |
| 2011 | "Why Don't You Love Me?"           | Outstanding Music Video   | Nomineret |

### New Musical Express, UK (NME)
| År   | Nomineret værk                | Pris                              | Resultat |
| ---- | ----------------------------- | --------------------------------- | -------- |
| 2003 | "Crazy in Love" (feat. Jay-Z) | NME Rocklist (End-of-Year Review) | Vundet   |
| 2003 | "Crazy in Love" (feat. Jay-Z) | NME Record of the Year (Singles)  | Vundet   |

### Nickelodeon Kids' Choice Awards
Nickelodeon Kids' Choice Awards blev grundlagt i 1988 og er en årlig prisuddeling, som hylder årets største fjernsyn, film og musikakts, og som bliver bestemt af folk, der ser Nickelodeons tv-kanal.
| År   | Nomineret værk                     | Pris                   | Resultat  |
| ---- | ---------------------------------- | ---------------------- | --------- |
| 2004 | "Crazy in Love" (feat. Jay-Z)      | Favorite Song          | Nomineret |
| 2004 | Beyoncé                            | Favorite Female Singer | Nomineret |
| 2005 | Beyoncé                            | Favorite Female Singer | Nomineret |
| 2007 | "Irreplaceable"                    | Favorite Song          | Vundet    |
| 2007 | Beyoncé                            | Favorite Female Singer | Vundet    |
| 2008 | Beyoncé                            | Favorite Female Singer | Nomineret |
| 2009 | "Single Ladies (Put a Ring on It)" | Favorite Song          | Vundet    |
| 2009 | Beyoncé                            | Favorite Female Singer | Nomineret |
| 2010 | Beyoncé                            | Favorite Female Singer | Nomineret |

### NME Awards
| År   | Nomineret værk | Pris             | Resultat  |
| ---- | -------------- | ---------------- | --------- |
| 2010 | Beyoncé        | Hero of the Year | Nomineret |

### NRJ Music Awards (Frankrig)
En større prisuddeling, som finder sker i Cannes, Frankrig.
| År   | Nomineret værk              | Pris                                    | Resultat  |
| ---- | --------------------------- | --------------------------------------- | --------- |
| 2004 | Beyoncé                     | Best International Female Artist        | Nomineret |
| 2007 | Beyoncé                     | International Female Artist of the Year | Nomineret |
| 2009 | Beyoncé                     | International Female Artist of the Year | Nomineret |
| 2010 | Beyoncé                     | NRJ Award of Honor                      | Vundet    |
| 2010 | I Am... Sasha Fierce        | International Album of the Year         | Nomineret |
| 2011 | "Telephone" (med Lady Gaga) | Music Video of the Year                 | Vundet    |
| 2011 | "Telephone" (med Lady Gaga) | International Collaboration of the Year | Nomineret |

### People Choice Awards, USA
People's Choice Awards er en årlig prisuddeling, der hylder personligheder og arbejde inden for popkulturen.
| År   | Nomineret værk               | Pris                      | Resultat  |
| ---- | ---------------------------- | ------------------------- | --------- |
| 2004 | Beyoncé                      | Favorite Female Performer | Vundet    |
| 2008 | Beyoncé                      | Favorite Female Performer | Vundet    |
| 2008 | "Irreplaceable"              | Favorite Pop Song         | Nomineret |
| 2008 | "Beautiful Liar" (& Shakira) | Favorite R&B Song         | Nomineret |
| 2009 | Beyoncé                      | Favorite Female Artist    | Nomineret |
| 2009 | Beyoncé                      | Favorite Pop Artist       | Nomineret |
| 2009 | Beyoncé                      | Favorite R&B Artist       | Nomineret |
| 2009 | "Ego" (feat. Kanye West)     | Favorite Collaboration    | Nomineret |
| 2010 | Beyoncé                      | Favorite Female Artist    | Nomineret |
| 2010 | Beyoncé                      | Favorite R&B Artist       | Nomineret |
| 2011 | Beyoncé                      | Favorite R&B Artist       | Nomineret |
| 2011 | Beyoncé                      | Favorite Pop Artist       | Nomineret |
| 2011 | "Telephone" (med Lady Gaga)  | Favorite Music Video      | Nomineret |
| 2011 | "Telephone" (med Lady Gaga)  | Favorite Song             | Nomineret |

### Popjustice Readers Polls
| År   | Nomineret værk                   | Pris                   | Resultat |
| ---- | -------------------------------- | ---------------------- | -------- |
| 2003 | "'03 Bonnie & Clyde" (med Jay-Z) | Most Performed Song    | Vundet   |
| 2003 | "Crazy in Love" (feat. Jay-Z)    | Most Performed Song    | Vundet   |
| 2005 | "Baby Boy" (feat. Sean Paul)     | Most Performed Song    | Vundet   |
| 2005 | "Me, Myself and I"               | Most Performed Song    | Vundet   |
| 2005 | "Naughty Girl"                   | Most Performed Song    | Vundet   |
| 2005 | Beyoncé                          | Songwriter of the Year | Vundet   |

| År   | Nomineret værk                     | Pris               | Resultat  |
| ---- | ---------------------------------- | ------------------ | --------- |
| 2008 | "If I Were a Boy"                  | Worst Lyrics       | Nomineret |
| 2008 | "Single Ladies (Put a Ring on It)" | Best Dance Routine | Vundet    |
| 2009 | "Single Ladies (Put a Ring on It)" | Best Video         | Nomineret |

### Porin (music award)
| År   | Nomineret værk    | Pris              | Resultat  |
| ---- | ----------------- | ----------------- | --------- |
| 2009 | "If I Were a Boy" | Best Foreign Song | Nomineret |
| 2010 | "Halo"            | Best Foreign Song | Vundet    |

### Premios Fuse TV
| År   | Nomineret værk    | Pris               | Resultat  |
| ---- | ----------------- | ------------------ | --------- |
| 2008 | "If I Were a Boy" | Best Video of 2008 | Nomineret |
| 2009 | "Halo"            | Best Video of 2009 | Nomineret |

### Premios Lo Nuestro
| År   | Nomineret værk | Pris                                 | Resultat  |
| ---- | -------------- | ------------------------------------ | --------- |
| 2008 | Beyoncé        | Breakout Artist or Group of the Year | Nomineret |

### Premios Oye, Mexico
| År   | Nomineret værk                     | Pris                               | Resultat  |
| ---- | ---------------------------------- | ---------------------------------- | --------- |
| 2007 | B'Day                              | Album of the Year (International)  | Vundet    |
| 2009 | I Am... Sasha Fierce               | Album of the Year (International)  | Nomineret |
| 2009 | "Single Ladies (Put a Ring on It)" | Record of the Year (International) | Nomineret |

### Radio Music Awards, USA
| År   | Nomineret værk                | Pris                              | Resultat  |
| ---- | ----------------------------- | --------------------------------- | --------- |
| 2003 | "Crazy in Love" (feat. Jay-Z) | Best Hook-Up Song                 | Nomineret |
| 2004 | Beyoncé                       | Artist of the Year – Top 40 Radio | Vundet    |

### Soul Train Music Awards, USA
Soul Train Music Award-uddelingen er en årlig prisuddeling, som bliver transmitteret i USA, som hylder de bedste personligheder inden for afrikansk-amerikansk musik og underholdning, som blev grundlagt i 1987.
| År   | Nomineret værk                     | Pris                                              | Resultat  |
| ---- | ---------------------------------- | ------------------------------------------------- | --------- |
| 2004 | Dangerously in Love                | Best R&B/Soul Album – Female                      | Vundet    |
| 2004 | Beyoncé                            | Sammy Davis Jr. Award for Entertainer of the Year | Vundet    |
| 2005 | "Naughty Girl"                     | Best R&B/Soul Single – Female                     | Nomineret |
| 2007 | "Irreplaceable"                    | Best R&B/Soul Single – Female                     | Vundet    |
| 2007 | "Irreplaceable"                    | Best R&B/Soul/Rap Video                           | Nomineret |
| 2007 | B'Day                              | Best R&B/Soul Album – Female                      | Nomineret |
| 2007 | B'Day                              | Best Female Singer                                | Nomineret |
| 2009 | "Single Ladies (Put a Ring on It)" | Song of the Year                                  | Vundet    |
| 2009 | "Single Ladies (Put a Ring on It)" | Record of the Year                                | Nomineret |
| 2009 | I Am... Sasha Fierce               | Album of the Year                                 | Vundet    |
| 2009 | Beyoncé                            | Best Female R&B/Soul Artist                       | Vundet    |

### Source Hip-Hop Music Awards, USA
| År   | Nomineret værk | Pris                          | Resultat  |
| ---- | -------------- | ----------------------------- | --------- |
| 2004 | Beyoncé        | Female R&B Artist of the Year | Nomineret |

### Teen Choice Awards
Teen Choice Awards er en prisuddeling, som bliver uddelt årligt af Fox Broadcasting Company.
| År   | Nomineret værk                     | Pris                                       | Resultat  |
| ---- | ---------------------------------- | ------------------------------------------ | --------- |
| 2007 | Beyoncé                            | Choice Music: R&B Artist                   | Nomineret |
| 2008 | Beyoncé                            | Choice Music: R&B Artist                   | Nomineret |
| 2009 | Beyoncé                            | Choice Music: R&B Artist                   | Nomineret |
| 2009 | Beyoncé                            | Choice Female Hottie                       | Vundet    |
| 2009 | "Single Ladies (Put a Ring on It)" | Best R&B Song                              | Vundet    |
| 2009 | "Halo"                             | Best Love Song                             | Vundet    |
| 2009 | I Am... Sasha Fierce               | Choice Music Album: Female Artist          | Nomineret |
| 2009 | Obsessed                           | Best Actress (Drama)                       | Nomineret |
| 2009 | Obsessed                           | Choice Movie Rumble (delte med Ali Larter) | Nomineret |
| 2010 | Beyoncé                            | Choice Music: R&B Artist                   | Vundet    |
| 2011 | "Run the World (Girls)"            | Choice Music: R&B/Hip-Hop Track            | Afventer  |

### The Record of the Year, UK (ITV)
| År   | Nomineret værk                | Pris               | Resultat  |
| ---- | ----------------------------- | ------------------ | --------- |
| 2003 | "Crazy in Love" (feat. Jay-Z) | Record of the Year | Nomineret |
| 2007 | "Beautiful Liar" (& Shakira)  | Record of the Year | Nomineret |
| 2010 | "Telephone" (med Lady Gaga)   | Record of the Year | Nomineret |

### Urban Music Awards
| År   | Nomineret værk | Pris        | Resultat  |
| ---- | -------------- | ----------- | --------- |
| 2009 | "Halo"         | Best Single | Nomineret |

### VH1, USA
| År   | Nomineret værk                         | Pris                              | Resultat  |
| ---- | -------------------------------------- | --------------------------------- | --------- |
| 2003 |                                        | Big in 03 Big Entertainer         | Vundet    |
| 2007 | Soul VIBE Award R&B Artist of the Year | Vundet                            |           |
| 2007 | Soul VIBE Award VStyle                 | Vundet                            |           |
| 2007 | "Irreplaceable"                        | Soul VIBE Award Song of the Year  | Nomineret |
| 2007 | "Get Me Bodied"                        | Soul VIBE Award Video of the Year | Nomineret |

### Vibe Awards, USA
| År   | Nomineret værk                | Pris                | Resultat |
| ---- | ----------------------------- | ------------------- | -------- |
| 2003 | "Crazy in Love" (feat. Jay-Z) | Coolest Collabo     | Vundet   |
| 2003 | Beyoncé                       | Most Stylish Artist | Vundet   |

### Whudat Music Awards, USA
| År   | Nomineret værk | Pris                   | Resultat |
| ---- | -------------- | ---------------------- | -------- |
| 2004 | Beyoncé        | R&B Artist of the Year | Vundet   |

### World Music Awards, World
World Music Awards blev grundlagt i 1989, og er en international prisuddeling, som årligt hylder musikere, der er baseret på globale salg, som bliver frembragt af International Federation of the Phonographic Industry.
| År   | Nomineret værk                     | Pris                                    | Resultat  |
| ---- | ---------------------------------- | --------------------------------------- | --------- |
| 2004 | Dangerously in Love                | World's Best-Selling Female Solo Artist | Nomineret |
| 2006 | B'Day                              | World's Best-Selling R&B Artist         | Nomineret |
| 2007 | B'Day                              | World's Best-Selling R&B Artist         | Vundet    |
| 2007 | B'Day                              | World's Best-Selling Female Pop Artist  | Nomineret |
| 2008 | B'Day                              | Outstanding Contribution to the Arts    | Vundet    |
| 2010 | "Single Ladies (Put a Ring on It)" | World's Best Single                     | Nomineret |
| 2010 | I Am... Sasha Fierce               | World's Best R&B Artist                 | Nomineret |
| 2010 | I Am... Sasha Fierce               | World's Best Pop Artist                 | Nomineret |